# Ніколя Ролен
Ніколя Ролен (*Nicolas Rolin, бл. 1376  —18 січня 1462) — середньовічний державний діяч, дипломат Бургундського герцогства.

## Життєпис
Походив із заможного буржуазного роду Роленів. Син Жана III Ролена, володіря Ла Мотт-Бошампа, та Емелі Жюно. Народився близько 1376 року в Отені. Здобув гарну домашню освіту, потім навчався в університеті Авіньйона, який закінчив бакалавром права. Потім стає адвокатом в парламенті Бона. Близько 1398 року одружився з представницею заможного роду Мере, донькою його вітчима Перрене Ле Мере, з яким побралася мати після смерті батька у 1391 році.
1401 року був призначений радником бургундського герцога Філіппа II. Близько 1405 року помирає перша дружина. 1406 року купив сеньйорію Рем. 1407 року одружився вдруге — з представницею заможного генуезького роду та паризьких ешевенів. Цей шлюб дозволив Ролену увійти до паризької торговельної еліти. 1408 року став адвокатом Паризького парламенту та адвокатом герцога Жана I Бургундського. Брат Николя Ролена — Жан — також стає адвокатом Паризького парламенту. Герцог був хресним батьком першої дитини Ніколя Ролена, а у 1413 році подарував його дружині діамант.
У 1419 році після вбивства Жана I став адвокатом нового бургундського герцога Філіппа III. За наказом останнього та його матері Маргарити Баварської Ніколя Ролен склав обвинувачення проти дофіна Карла, яке було прочитано на асамблеї 1420 року в Отелі Сен-Поль в присутності короля Карла VI.
13 січня 1422 року був призначений адвокатом і метром прохань парламенту Бургундії. Вже 3 грудня того ж року призначено канцлером герцогства. Деякий час формально виконував договір в Труа від 1420 року.
1423 року Ніколя Ролен після смерті другої дружини одружвся втретє, отримавши в якості весільного подарунка від герцога Бургундії 4 тис. франків. Також купив сеньйорію Отюм, після чого почав підписуватися Ніколя Ролен, сеньйор де Отюм. Того ж року Бургундія зіткнулася з фінансовою кризою внаслідок збільшення видатків Філіппом III й поширенням монети зі зменшеним вмістом срібла. Ролен підготував проект реформ. В результаті процес грошового обміну було поставлено під контроль герцога. Обмін підтверджувався печаткою, встановлено було кількість мінял — по 4 в Дижоні і Салені, 3 — в Боні, Шалоні, Отені, Оксоні, 2 — Самюрі, Шатільйон-сюр-Сені, Мон-Сен-Вінсені, Долі,по 1 в шістнадцяти інших містах. В подальшому з великими труднощами витримував фінансовий баланс герцога, намагаючись щоб видатки не перевищували доходи.
Водночас активно допомагав герцогу Філіппу III у зовнішній політиці. За посередництва Папського престолу почалися перемовини з французьким дофіном Карлом. 1423 року Ніколя Ролен очолював бургундську делегацію на конференцію в Бург-ен-Бресс, де розпочав перемовини з дофіном. Втім агресивні дії останнього стосовно Бургундії призвели до розриву. Невдовзі Ролен домовився про союз з Англією та герцогством Бретані.
1424 року стає лицарем. 1425 року домовився з Карлом де Бурбоном, герцогом Оверні, про спільні дії. Водночас Бурбон визнав усі договори, укладені Англією на континенті.
У 1429, 1432—1433 роках Ніколя Ролен разом з маршалом Бургундії та головним капітаном відповідав за оборону герцогства. 1430 року брав участь у перемовинах з Паризьким парламентом щодо видачі англійцям Жанни д'Арк. 1431 року брав участь в укладанні договору з Францією. Після цього очолив посольство до англійського короля Генріха VI, де виправдовувався за такі дії Бургундії. У 1432 році в Оксеррі очолив бургундську делегація, що вела нові перемовини з представниками французького короля. Того ж року Ніколя Ролен розкрив змову на чолі із Жоржем де Ла Тремуйлем, спрямований на захоплення Дижону й розрив з Францією.
З 1433 року вступив у протистояння з проанглійською партією при дворі герцога Бургундії. Зрештою домігся переорієнтації герцогства на відновлення союзу з французьким королем. 1434 року отримав маєток Браньї-ле-Верден. Того ж року вів перемовини з герцогом Амадеєм VIII Савойським, спрямований проти нового бурбонського герцога Карла, якого підтримав король Карл VII. 1435 року фактично сприяв укладанню Арраського миру, за яким Бургундія фактично здобула незалежність. Проте Англія не визнала цей договір. Втім згодом Ролен перетворився на посередника між англійським королем Генріхом VI й французьким — Карлом VII. У 1438 році очолив бургундську делегацію на Генеральні Штати Французького королівства.
З 1441 року став підписувати усі накази бургундського герцога Філіппа III. Водночас за наказом останнього Ніколя Ролен розпочав перемовини з герцогом Карлом Орлеанським проти короля Франції, який розпочав ревізіцію Арраського договору. У 1443 році Ролен сприяв відновленню союзу з Англією та Савоєю, спрямовані проти Франції.
У 1444 році вів перемовини з Вільгельмом II Веттіном, ландграфом Тюрингії, якого вдалося переконати відмовитися від герцогства Люксембург (його 1443 року зайняв Філіпп III). За це Ніколя Ролен отримав 500 франків та титул відама Шалона. Водночас вів перемовини з імператором Священної Римської імперії Фрідріхом III Габсбургом щодо надання Бургундії статусу королівства, проте імператор запропонував надати статус королівства Брабанту, що не влаштувала сюзерена Ролена. Втім стосунки Бургундії з королем Карлом VII погіршувалися. 1448 року Ролен очолив делегацію на Паризьку конференцію, де вимагав виконання Арраського договору, проте не вдало. Перемовини 1449—1451 років також завершилися безрезультатно.
У 1455 році Ніколя Ролен вступив у конфлікт з Тибо де Невштателем, маршалом Бургундії, коли зголосився керуватися удовим процесом над Жаном де Грансоном, що виступив проти нового податку герцога Філіппа III. В результаті де Грансона було страчено. У 1456 році вступив у конфлікт з могутньою родиною де Кура з приводу призначення на посаду канцлера Карла, графа Шароле, сина Ніколя Ролена — Антуана. Втім де Кура домоглися від Філіппа III призначення представника своєї родини. В результаті довіра герцога до Ролена значно зменшилася. 1457 року була створена інспекція з Антуана де Кура, Тібо де Невштателя й Вільгельма Філятра, що стала перевіряти чиновників щодо джерела накопичення. Внаслідок цього було звільнено Жана Шеврю, голову Ради, союзника Ніколя Ролена.
Помер у 1462 році в Отені. На місці його маєтку утворено музей Ролена.

## Меценатство
У 1442 році разом з дружиною заснував госпіси Бона — благодійні шпиталі, які надавали лікування і нічліг для бідних і незаможних. Вони існують до тепер. Також підтримував митців, особливо художників. Важливе значення для мистецтва мали роботи, створенні за замовленням Ролена художниками Яном ван Ейком і Рогіром ван дер Вейденом. На його замовлення були створен: 
- Мадонна канцлера Ролена
- Страшний суд

## Власність
Володів більше 30 сенйоріями, які давали Ніколя Ролену щорічний прибуток в 25 тис. турський ліврів, з яких 4 тис. складали щорічний пенсіон від герцога Бургундії.

## Родина
1. Дружина — Марі Ле Мере
дітей не було
2. Дружина — Марі де Ланд
Діти:
- Жан (1408—1483), єпископ Отенський, кардинал, духівник дофіна Людовіка
- Філіппот (1409—1484, дружина Вільгельма де Уазле, намісника Бона
- Вільгельм (1411—1488), сеньйор де Бошан, бальї Отена
- Ніколя (1413—1450)
- Людовик (д/н—1455), сеньйор де Прусії

3. Дружина — Гігонь, донька Ет'єна де Сален ла Тур
Діти:
- Людовіка, дружина Жана V де Шатовільєна
- Антуан (1424—1497), сеньйор де Емері, головний бальї і головний капітан графства Ено, камергер
- Клодін

4. Коханка — Аліса
Діти:
- Антуан
- Маргарита